# ウド・ダーメン
ウド・ダーメン（Udo Dahmen、1951年7月12日 - ）は、ドイツ、アーヘン生まれのドラマー、ポップアカデミー・バーデン＝ヴュルテンベルクの最高経営責任者 (CEO)。

## 生涯
ウド・ダーメンは、1971年から1976年にかけてアーヘンとケルンで、クラシック音楽の打楽器演奏を学んだ。また、パリにおいて、ダンテ・アゴスティーニに師事した。
ダーメンは、セッション・ドラマーとして、クラーン、エバーハルト・シューナー（スティング、ジャンナ・ナンニーニ、ニーナ・ハーゲン、ジャック・ブルース、ゲイリー・ブルッカーなどをフィーチャーしたプロジェクト）、サラ・ブライトマン、レイク。インガ・ルンプフ、チャーリー・マリアーノなど、様々なポピュラー音楽の音楽家やグループなどと共演した。こうした作品の中から、少なくとも10枚のレコードはドイツでトップ10入りした。
1983年から2003年にかけて、ウド・ダーメンは、ハンブルク音楽演劇大学の教授を務めた。1995年、彼はヨーロッパのドラマーの組織であるパーカッション・クリエイティブの会長となった。
2003年から、ダーメンは、ドイツ音楽評議会の副会長、マンハイムのポップアカデミー・バーデン＝ヴュルテンベルクのポピュラー音楽部門の責任者となった。

## おもな著書
- Zwischen Kunst und Pädagogik. Profimusiker unterrichten Jazz und Rock, LAG Musik NRW, Remscheid 1992
- Drumbook, AMA-Verlag, Brühl 1994
- Rhythmisches Training. In: Populäre Musik und Pädagogik, Lüneburg 1994
- Musikalische Reisen für Amateure und Profis. In: Populäre Musik und Pädagogik 2, Lüneburg 1996
- Bodypercussion. In: Musik und Unterricht, Velber 1997